# Mercato del Bestiame (Bologna)
Il Mercato del Bestiame è un complesso di edifici situato fuori Porta Lame a Bologna.

## Storia
Il mercato del bestiame venne trasferito dal vecchio Foro Boario situato fuori Porta di Strada Maggiore, attuale Piazza Trento e Trieste, nella zona tra Porta Lame e Porta Galliera nel 1880.
Il complesso attuale venne progettato dall'ingegnere Filippo Buriani dell'Ufficio tecnico comunale nel 1894, su ispirazione di edifici analoghi come il Testaccio di Roma. I lavori iniziarono con difficoltà tra il 1897 e il 1899 sotto la direzione di Emilio Saffi e videro il contributo di alcune importanti industrie locali: gli elementi in laterizio e terracotta provenivano dalla Fornace Galotti, gli impianti dalla Calzoni e i prodotti in ferro dalla Maccaferri.
Il 25 maggio del 1902 la struttura venne inaugurata: presentava un ingresso monumentale con un grande arco (oggi non più esistente) e due lunghi fabbricati laterali con funzioni di servizio, adibiti a stalle. Occupava una superficie di 22500 m2 e comprendeva tre edifici per la ristorazione, borsa contrattazioni e ufficio postale e telegrafico, oltre a due grandi tettoie poste al centro, in ferro e ghisa. Il complesso formava un grande quadrilatero di circa 200 metri di lato che poteva ospitare più di 2.500 animali. Le attività, che non raggiunsero mai del tutto i risultati sperati, rimasero qui fino al 1974, quando furono trasferite presso un moderno stabilimento a Santa Caterina di Quarto, nel quartiere San Donato.
Nel 1977 iniziarono i lavori di ristrutturazione, sotto la direzione di Carlo Salomoni, conclusi nel 1983. Il complesso fu trasformato nel nuovo Centro Civico del quartiere Saffi; già dalla dismissione delle attività di mercato le strutture ospitavano la biblioteca e il poliambulatorio di quartiere. Gli interventi di recupero si protrassero fino al 1988 e nel 2007 l'ex mercato è stato dichiarato di interesse culturale.

## Descrizione
Il complesso si estende tra le vie Malvasia, De Crescenzi, dello Scalo e Berti, con gli ingressi su queste ultime due. Gli edifici recuperati ospitano la sede del Quartiere Porto-Saragozza e oltre agli uffici pubblici comunali sono presenti la biblioteca Jorge Luis Borges, una scuola dell'infanzia, due sale cinematografiche e uno studentato universitario.
All'interno del quadrilatero è stato ricavato un giardino pubblico intitolato a Pierfrancesco Lorusso.